# Giampiero Consonni
Giampiero „Peo“ Consonni (* 7. Juni 1954 in Monza) ist ein ehemaliger italienischer Automobilrennfahrer, der im Formel- sowie im Rallye-Sport aktiv war und Sportwagenrennen fuhr. Sein größter Erfolg als Pilot ist der Gewinn der italienischen Formel-2000-Meisterschaft im Jahr 1981. Während seiner Zeit als aktiver Rennfahrer war Consonni eng mit Ernesto „Tino“ Brambilla verbunden. Consonni Er unterhielt in den 1980er-Jahren einen Rennstall mit der Bezeichnung Consonni Corse. Heute ist Consonni Inhaber einer Werkstatt, die sich unter anderem mit dem Tuning von Kraftfahrzeugen beschäftigt.

## Leben
In den 1960er-Jahren absolvierte Consonni eine Lehre als Automobilmechaniker. Nach deren Abschluss arbeitete er in der Officine Brambilla, der Werkstatt der Brüder Ernesto und Vittorio Brambilla, die in verschiedenen Klassen Automobilrennsport betrieben. Consonni war hier als Rennmechaniker tätig und begleitete vor allem Vittorio zu seinen Einsätzen in der italienischen Formel-3-Meisterschaft wie auch der Formel 2. 1979 gründete er in Muggiò bei Monza das Unternehmen Autofficina Consonni, das zunächst ein Reparaturbetrieb für Straßenfahrzeuge war. Später übernahm Consonni eine Renault-Vertretung. Seit den 1980er-Jahren reparierte und konstruierte Consonni auch Rennwagen.

## Karriere als Rennfahrer

### Formel-Sport
Beeinflusst durch die Erfahrungen mit den Brambillas, begann Consonni 1973, selbst Automobilrennen zu fahren. Er startete zunächst in der Formel Monza, ab 1977 folgten Rennen in der italienischen Formel 3 für das Team Ernesto Brambillas. Hier trat er gegen etablierte Konkurrenten wie Michele Alboreto, Corrado Fabi, Riccardo Paletti, Siegfried Stohr oder Enzo Coloni an und erreichte zumeist Platzierungen im Mittelfeld; Siege waren selten. Seit 1981 engagierte sich Consonni in der italienischen Formel 2000-Meisterschaft, einer nationalen Rennserie, die ab 1980 durchgeführt wurde und anfänglich für ältere Formel-3-Fahrzeuge ausgeschrieben war. Mit einem im eigenen Betrieb vorbereiteten Ralt RT1 gewann Consonni 1981 diese Meisterschaft. Beeinträchtigt durch die Folgen eines Motorradunfalls, beendete Consonni zunächst seine Einsätze im Formel-Sport und kehrte in den folgenden Jahren nur noch sporadisch für einzelne Rennen zurück. Consonni konzentrierte sich zunehmend auf die Leitung seines Unternehmens und die Organisation des eigenen Rennstalls. 1983 fuhr Antonio Padrone für das Milde Sorte Consonni Racing Team in der italienischen Formel 2000; er schloss die Meisterschaft als Zweiter ab. Bis 1988 war Consonni Corse in der Formel 2000 engagiert. 
1983 war Consonni an Dydo Monguzzis Formel-1-Projekt Dywa beteiligt. Der Aufbau des Dywa 010, eines für die Formel-1-Weltmeisterschaft 1984 vorgesehenen Rennautos, erfolgte jedenfalls teilweise in Consonnis Werkstatt. Im Herbst 1983 führte Consonni zudem einige Testfahrten mit dem simpel konstruierten Fahrzeug durch. Zu einem Einsatz kam es nicht; es fehlte letztlich an einer tragfähigen Finanzierung. 
Consonni und Monguzzi belebten das Projekt 1985 neu. Anlass hierfür war die erstmalige Durchführung der Formel-3000-Meisterschaft, die die bisherige Formel 2 ablöste und für Fahrzeuge mit 3,0 Litern Hubraum vorgesehen war. Monguzzi plante, den Dywa 010 in einer überarbeiteten Form mit Consonni als Fahrer beim ersten Formel-3000-Rennen der Geschichte in Silverstone einzusetzen, und nach einzelnen Quellen gab es auch eine entsprechende Meldung. Letztlich erschienen aber weder das Auto noch Consonni in Silverstone.

### Sportwagen
Von 1987 bis in die 1990er-Jahre hinein trat Consonni in der italienischen Meisterschaft für Sportprototypen an. Zunächst brachte er dabei ein Fahrzeug mit der Bezeichnung Ermolli an den Start, später fuhr er Automobile von Lucchini Engineering. Mit den Lucchini 87 und SN89 gewann Consonni einige Rennen. In den späteren Jahren setzte Consonni wiederholt selbst konstruierte Autos ein wie den Bogani SP90 oder den GPE S1.

### Tourenwagen
1990 engagierte sich Peo Consonni für das Team Italia Racing in der italienischen Tourenwagenmeisterschaft. Consonni setzte einen modifizierten Alfa Romeo 75 ein.

### Paris-Dakar
1986 nahm Consonni erstmals als Fahrer an der Rallye Paris-Dakar teil. Er setzte zunächst einen Unimog 435 ein. Das Rennen beendete er als Achter seiner Klasse und als 58. in der Gesamtwertung. Bis 1990 wiederholte Consonni seinen Einsatz regelmäßig. 1987 und 1988 bestritt er die Rallye mit finanzieller Unterstützung von Honda. 1989, als Consonni einen sechsrädrigen MAN-Lastwagen einsetzte, wurde er von Mitsubishi unterstützt.

### Langstreckenrennen
1993 erschien Consonnis Name im Zusammenhang mit dem 24-Stunden-Rennen von Le Mans. Consonni war neben Pierre Honegger und Philippe Renault von dem mit georgischer Lizenz startenden Team Georgia Automotive Mig Tako als Fahrer des MIG M100 gemeldet worden. Bei diesem Auto handelte es sich um einen Monte Carlo Centenaire, einen von Fulvio Ballabios Unternehmen Monte-Carlo Automobiles in Fontvieille aufgebauten Supersportwagen, der 1992 von dem russischen Unternehmen MIG übernommen und mit einem Formel-1-Motor von Motori Moderni ausgerüstet worden war. Die Umbauarbeiten waren weitgehend in Consonnis Werkstatt durchgeführt worden. Das Team erhielt letztlich keine Startberechtigung; die Fahrer konnten sich nicht qualifizieren. 
Im November 1993 schaffte Consonni gemeinsam mit Ballabio und Guido Daccò mit dem MIG die Qualifikation zum 6-Stunden-Rennen von Vallelunga. Im Rennen reichte es nur für den 23. und vorletzten Rang; 93 Runden hinter den Siegern Alexander Burgstaller und Altfrid Heger auf einem BMW M3 GTR.

## Consonni Tuning
Heute betreibt Peo Consonni in Muggiò das Unternehmen Consonni Tuning, das Straßensportwagen überarbeitet und Rennwagen betreut. Consonni Tuning stellte Rennwagen für kleinere Motorsportklassen her, unter anderem für die Formel Junior Monza.